# Eudemis porphyrana
Eudemis porphyrana là một loài bướm đêm thuộc họ Tortricidae. Nó được tìm thấy ở hầu hết châu Âu (trừ Iceland, Ireland, bán đảo Iberia, phần phía tây của bán đảo Balkan và Ukraina), phía đông đến phần phía đông của the Cổ Bắc giới.
Sải cánh dài 17–21 mm. Con trưởng thành bay từ tháng 6 đến tháng 8.
Ấu trùng ăn Padus avium, Pyrus, Quercus, Salix caprea. Đôi khi được coi là loài gây hại cho Malus, Prunus, Crataegus và Ribes. Chúng cuốn lá cây chủ và ăn bên trong đó.
- UKmoths
- Fauna Europaea

## Hình ảnh

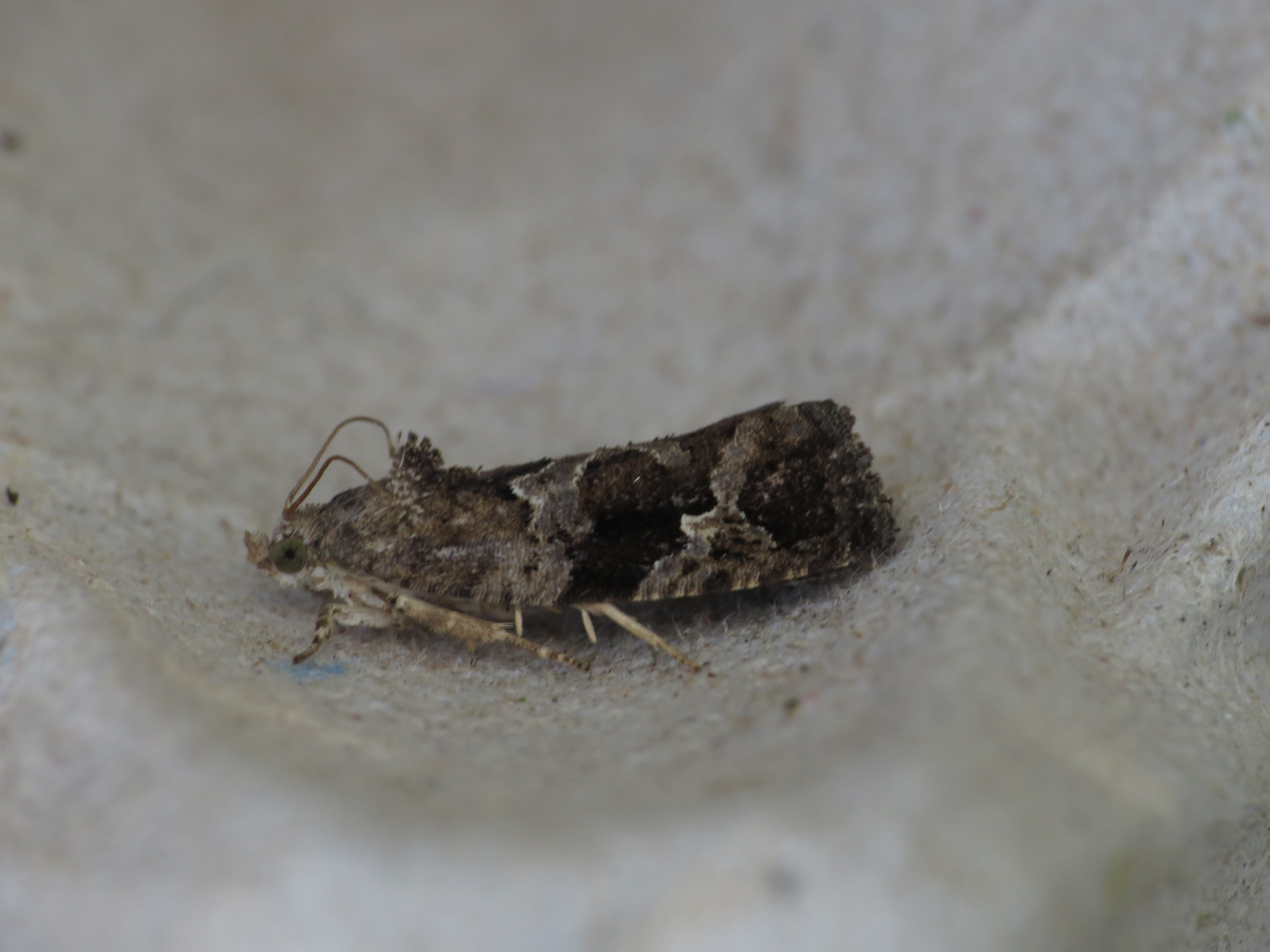
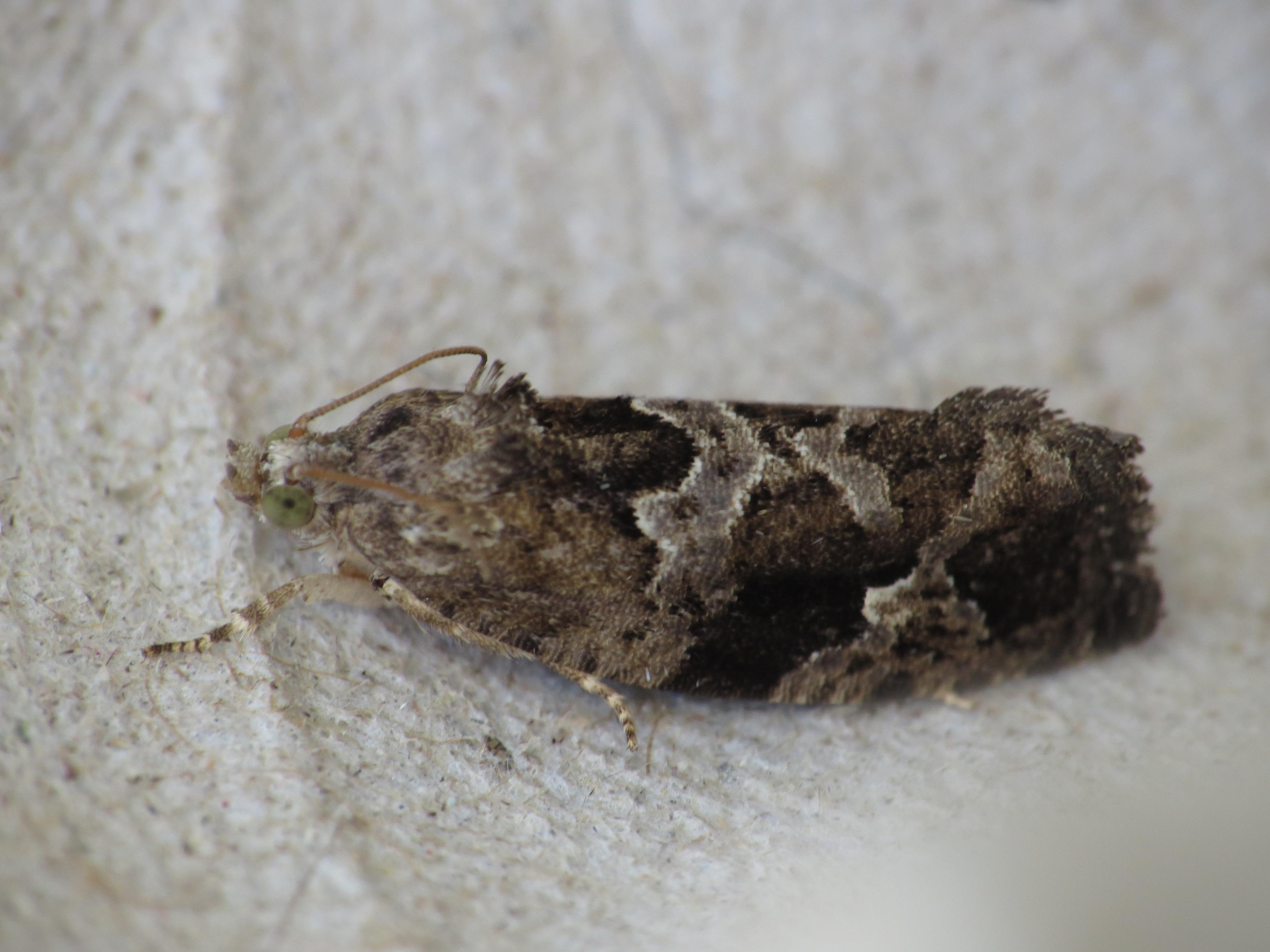
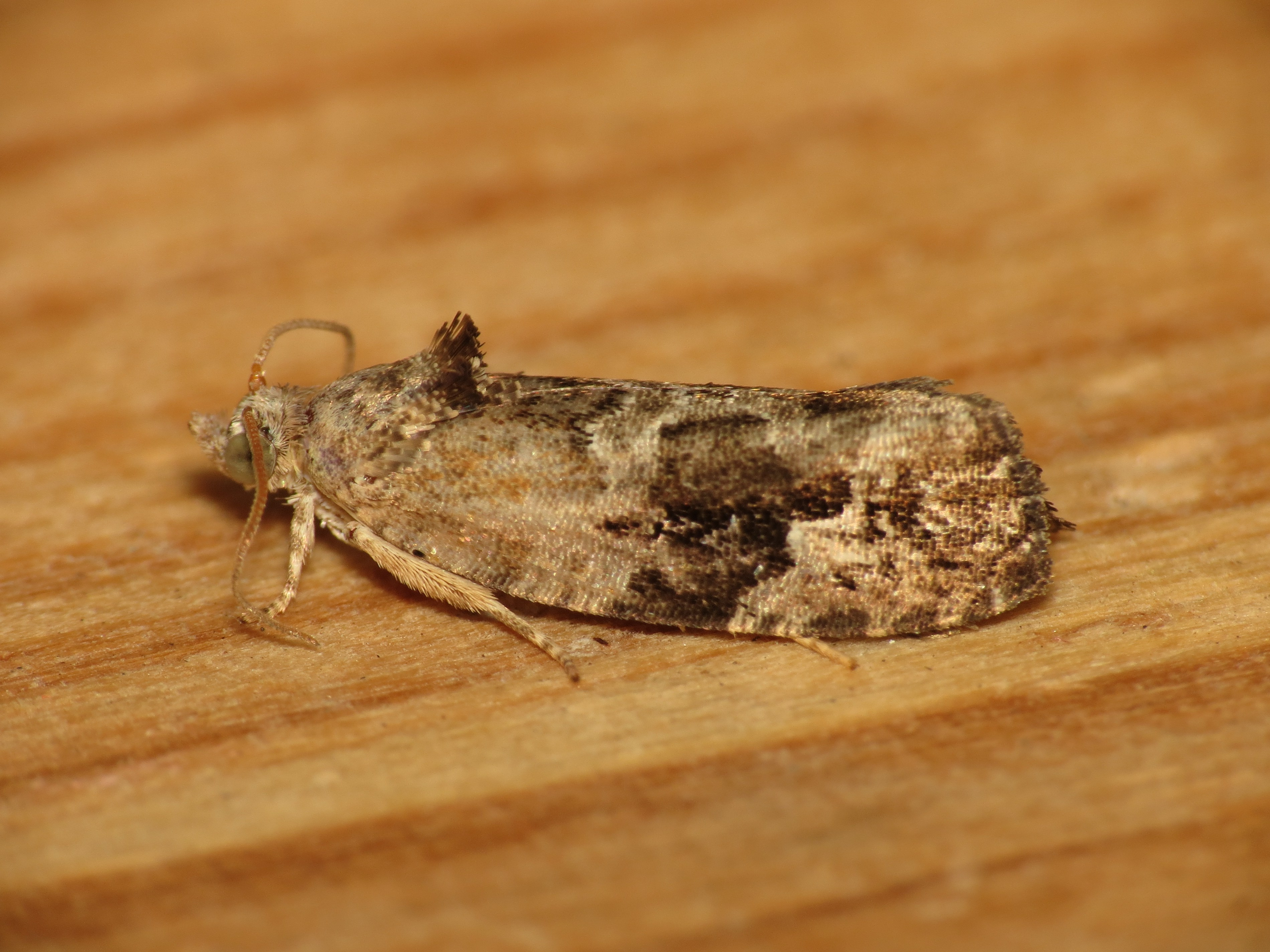
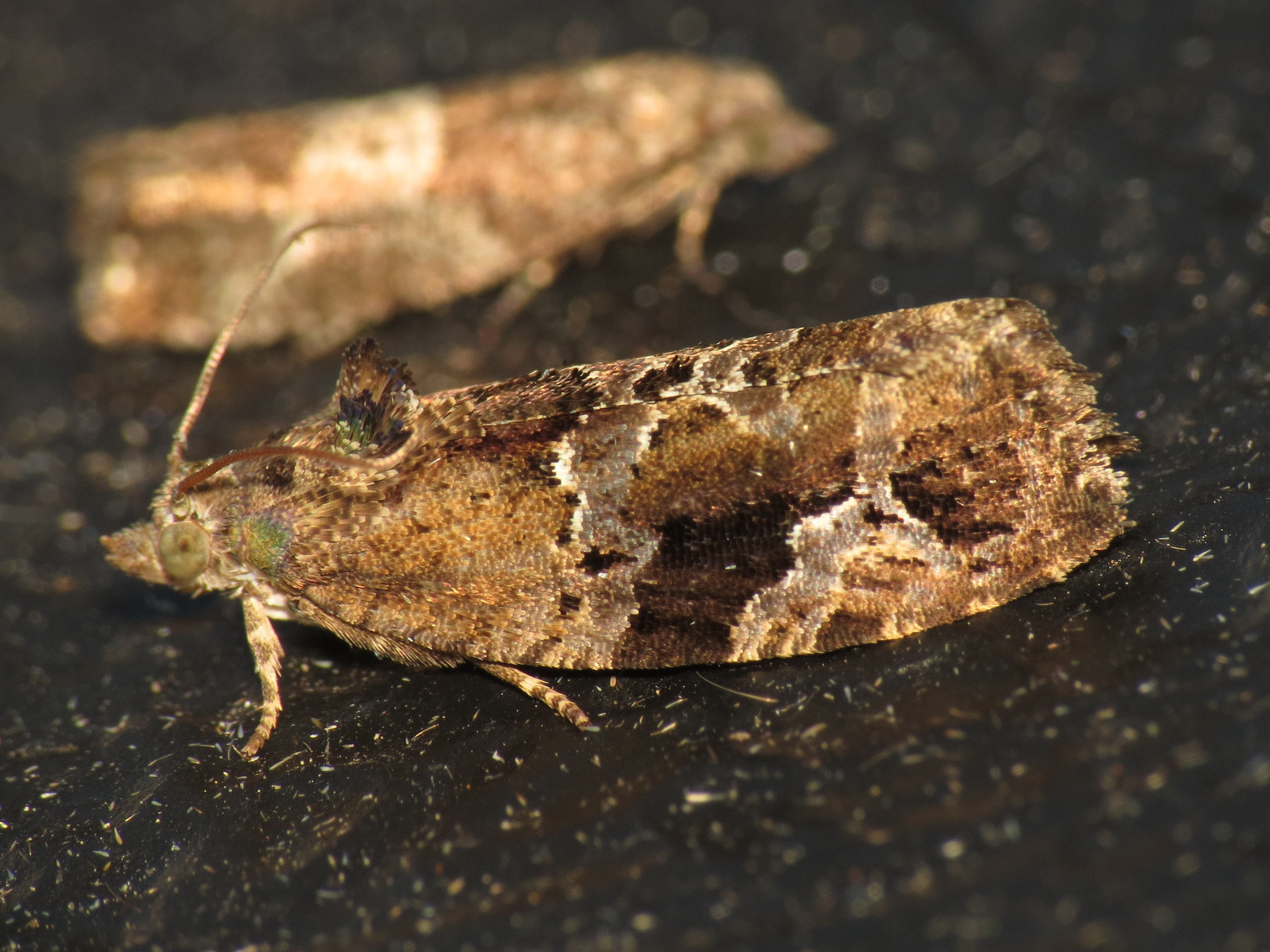